# 无锡单极虫
无锡单极虫（学名：Thelohanellus wusihensis）为单极科单极虫属的动物。在中国，分布于江苏等，营寄生生活，寄生在鲩的尾鳍。